# داني فوستر (مغني)
داني فوستر (بالإنجليزية: Danny Foster)‏ هو مغني بريطاني، ولد في 3 مايو 1979 في حي هكني في لندن في المملكة المتحدة.

## وصلات خارجية
- داني فوستر على موقع IMDb (الإنجليزية)
- داني فوستر على موقع ميوزك برينز (الإنجليزية)
- داني فوستر على موقع ديسكوغز (الإنجليزية)